# Manuela Mascia
Manuela Mascia (Cagliari, 1962) è un'ex velista italiana, vincitrice di tre edizioni dei campionati mondiali di windsurf.

## Biografia
Nata nel 1962 a Cagliari, tra le prime veliste capaci di eccellere, a livello internazionale, nella specialità del windsurf negli anni 1980, che erano i primi anni in cui questa disciplina velica disputava le sue competizioni. Fu tre volte campionessa mondiale, e nel 1982 vinse il titolo a Messina assieme all'altro azzurro Klaus Maran, che sarà il primo velista a rappresentare l'Italia nel windsurf ai Giochi olimpici a Los Angeles 1984. Entrambi gli atleti vinsero prima dalla grossetana Alessandra Sensini, la quale però riuscirà a conquistare l'alloro olimpico.
Oggi la Mascia è sposata proprio con Klaus Maran, vive con lui a Caldaro e lavora nell'azienda della famiglia Maran.

## Palmarès
| Anno | Manifestazione      | Sede       | Risultato | Gara       | Note  |
| ---- | ------------------- | ---------- | --------- | ---------- | ----- |
| 1980 | Campionati mondiali | Freeport   | Oro       | Windsurfer | [ 4 ] |
| 1981 | Campionati mondiali | Okinawa    | Oro       | Windsurfer | [ 4 ] |
| 1982 | Campionati mondiali | Messina    | Oro       | Windglider |       |
| 1982 | Campionati europei  | Portogallo | Oro       | Windsurfer | [ 4 ] |
| 1983 | Campionati europei  | Helsinki   | Oro       | Windglider | [ 1 ] |